# Drents district
Het Drents district is een floradistrict zoals dat door Nederlandse floristen wordt gehanteerd.
Dit district omvat de pleistocene gebieden in Groningen, Friesland, Drenthe en Overijssel benoorden de Overijsselse Vecht.
In het Drents district komen naar verhouding meer noordelijke soorten voor, waaronder soorten die kenmerkend zijn voor hoogveengebieden. Een aantal plantensoorten, waaronder ook gewone soorten, komt in het Drents district echter veel minder voor dan in overige pleistocene districten.